# Zaniena
Zaniena é uma comuna rural do sul do Mali da circunscrição de Sicasso e região de Sicasso. Segundo censo de 1998, havia 5 904 residentes, enquanto segundo o de 2009, havia 10 038. A comuna inclui 10 vilas.